# Mayenne (naselje)
Mayenne je naselje in občina v zahodni francoski regiji Loire, podprefektura departmaja Mayenne. Leta 1999 je naselje imelo 13.724 prebivalcev.

## Geografija
Kraj leži v zahodni Franciji ob istoimenski reki 30 km severno od Lavala. 

## Administracija
Mayenne je sedež dveh kantonov:
- Kanton Mayenne-Vzhod (del občine Mayenne, občine Aron, La Bazoge-Montpinçon, La Bazouge-des-Alleux, Belgeard, Commer, Grazay, Marcillé-la-Ville, Martigné-sur-Mayenne, Moulay, Sacé, Saint-Fraimbault-de-Prières),
- Kanton Mayenne-Zahod (del občine Mayenne, občine Alexain, Contest, Oisseau, Parigné-sur-Braye, Placé, Saint-Baudelle, Saint-Georges-Buttavent, Saint-Germain-d'Anxure: 19.612 prebivalcev).

Naselje je prav tako sedež okrožja, v katerega so poleg njegovih dveh vključeni še kantoni Ambrières-les-Vallées, Bais, Couptrain, Ernée, Gorron, Horps, Landivy, Lassay-les-Châteaux, Pré-en-Pail in Villaines-la-Juhel s 86.979 prebivalci.

## Znamenitosti
- Château de Mayenne
- cerkev Notre-Dame iz leta 1100,
- cerkev sv. Martina iz 12. stoletja, povečana v 19. stoletju.

## Pobratena mesta
- Devizes (Združeno kraljestvo),
- Jesi (Italija),
- Waiblingen (Nemčija).